# Gruvejaure
Gruvejaure är en sjö i Storumans kommun i Lappland och ingår i Umeälvens huvudavrinningsområde.